# Panag (Irán)
Panag (en persa: پنگ‎) es una aldea en el distrito rural de Jazmurian, distrito de Jazmurian, condado de Rudbar-e Jonubi, provincia de Kermán, Irán.

## Demografía
En el censo de 2006, su población era de 2743 habitantes, divididos en 533 familias.